# Ariosofi
Ariosofi, är en rasistisk läroriktning inom völkischrörelsen, grundlagd av Guido von List och vidareutvecklad av Jörg Lanz von Liebenfels. 
Ariosofin knyter samman Helena Petrovna Blavatskys teosofi med Joseph Arthur Gobineaus raslära och ockult runmystik. Ett centralt begrepp för ariosofin var den "ariska urrasen" som den högsta av alla mänskliga raser. Läran anses ha överlevt andra världskriget och ha visat sig bland annat i Adolf Schleipfers Armanenorden 1976 och Jürgen Riegers Artgemeinschaft. Vissa andra nutida teoretiker, som Savitri Devi, Miguel Serrano och Karl Wiligut rubriceras ibland som ariosofiker.
Ariosofin var från början inte rasistisk, utan en vetenskap där man utforskade olika språkliga och kulturella band mellan indoeuropeiska folk. Man försökte även finna vilka arierna var och varifrån de kom.